# Gustaf Ljunggren (1812–1900)
Gustaf Theodor Ljunggren (i riksdagen kallad Ljunggren i Uddevalla), född 7 december 1812 i Göteborgs domkyrkoförsamling, död 28 februari 1900 i Uddevalla församling, Göteborgs och Bohus län, var en svensk kontraktsprost och politiker.
Han företrädde prästeståndet i Göteborgs stift vid ståndsriksdagarna 1856–1858, 1859–1860, 1862–1863 och 1865–1866. Ljunggren var senare ledamot av riksdagens andra kammare 1870–1872, 1879–1880 samt 1882–1883, invald i Uddevalla, Strömstads, Marstrands och Kungälvs valkrets i Göteborgs och Bohus län.